# Ana-Maria Avram
Ana-Maria Avram (n. 12 septembrie 1961, București – d. 1 august 2017) a fost o compozitoare, pianistă și dirijoare română. A fost căsătorită cu Iancu Dumitrescu.

## Biografie
Începe studiile de muzică la Liceul de Artă "George Enescu" din București (1968-1980) cu Octavian Nemescu (contrapunct, forme muzicale), Dumitru Avakian (istoria muzicii). A absolvit Universitatea de Muzică din București, secția compoziție cu Dan Constantinescu, în 1985. DEA în Estetică muzicală la Sorbona (Paris, 1992), doctorat în  1996. 
Debutează în 1975 în calitate de pianistă, ca solistă a Orchestrei de Studio a Radioteleviziunii. În 1986 debutează în compoziție: „Threnia I” pentru vioară și orchestră în interpretarea  Orchestrei Naționale Radio. Pianistă-concertistă, membră a Ansamblului cameral Hyperion din București (din 1988). A întreprins turnee artistice în Franța, Belgia, Olanda, Spania, SUA, Anglia.
Creația sa cuprinde peste 160 de opusuri simfonice, camerale si muzică asistată de calculator. Ana-Maria Avram reprezintă, alături de Iancu Dumitrescu, curentul hiperspectral în muzica actuală. Hiperspectralismul / Spectralismul reprezintă la ora aceasta cel mai recent si cel mai valoros curent experimental în muzica nouă. Școala românească de muzică spectrală s-a evidențiat încă din anii 1970 ca o voce originală și distinctă, anterioară ca apariție școlii spectraliste franceze. Lucrările sale sunt prezentate în primă audiție  în București, New York, Boston, Sandford, Viena (Wien Modern 1992 - 1994, 2002), Paris (Radio France, Theatre de la Ville), Londra (Royal Festival Hall”n Conway Hall), Nancy, Alicante, Baden-Baden, Darmstadt, Basel, Moscova, Belgrad, Geneva, Bruxelles, Minneapolis, etc., în înterpretarea unor ansambluri celebre: Soliștii orchestrei Naționale a Franței (Paris), Kronos Quartet (San Francisco), 20 Jahrhundert Enesmble (Viena), Filarmonica George Enescu, Orchestra Națională de cameră radio, Ars Nova (Cluj) Musiques Nouvelles (Bruxelles), Hyperion (București), iO Quartet (New York).
Ana-Maria Avram este inițiatoarea și realizatoarea, împreună cu  Iancu Dumitrescu, a unor importante festivaluri  internaționale dedicate muzicii electronice și  muzicii spectrale, în România și în Europa: Acousmania - București, Radiodifuziune, 6 ediții, Musica Nova la Ploiești, 4 ediții, Spectrum XXI la Paris, Geneva, Londra, Bruxelles, Berlin, Harvard-Boston, Farmington - 6 ediții până în prezent.
În 1995, opera radiofonică  On the Abolition of the Soul pe text  de Emil Cioran, comandă Radio France, este editată în Antologia Prix Italia 1949 - 1995”, dublu CD. Membră SACEM - Paris, UCMR - Bucuresti, membră a Ansamblului Hyperion și a Hyperion International, pe care le-a dirijat împreună cu Iancu Dumitrescu.

## Premii
Premiul III la Concursul Internațional de Compoziție corală din Tours (Franța - 1985);
Marele Premiu al Academiei Române (1994).

## Lucrări importante
- „Threnia I-II” pentru orchestră și soliști
- „Ekagrata” pentru orchestră,
- „Swarms I-IX”, pentru diverse formații de corzi
- „Nouvelle Axe” I-XI pentru diverse formații de corzi
- „Un Raggio ardente” pentru orchestră de corarde
- „Ec-Static Crickets”, pentru corzi
- „De sacrae Lamentationem” pentru orchestră
- „Chaosmos”, pentru două orchestre
- „Zodiaque I-IV”, muzică pentru diverse instrumente și bandă electronică
- „Notturno” pentru oboi și bandă electronică
- „Signum Gemini”, pentru clarinet, percuții, pian preparat și bandă
- „Ikarus II”, pentru vioda bassa și bandă
- „Archae”, pentru voce solo
- „Métaboles” pentru flaut/clarinet/clarinet bas
- „Quatre études d’ombre” pentru flaut bas
- „Ikarus-Kronos Quartet”, pentru cvartet de coarde și bandă
- „Asonant I-III”  pentru diverse formații camerale
- „New Arcana”, pentru ansamblu
- „Traces, Sillons, Sillages”, pentru ansamblu și sunete asistate de computer
- „Doryphories”, pentru ansamblu
- „Axe” (I-IX) pentru diverse instrumente de coarde
- „Nouvel Archae” pentru voci asistate de computer
- „Horridas Nostrae Mentis Purga Tenebras”, muzică asistată de computer
- „ Labyrinthe” pentru ansamblu
- „Voices of the Desert” pentru ansamblu și computer
- „Lux Animae” pentru ansamblu și computer
- "Prințul fericit", op. 3, balet într-un act, după Oscar Wilde
- "La curțile dorului", op 1, cantată camerală, pe un text de Lucian Blaga
- "Trei coruri pe versuri populare"
- "Trei madrigale", pe versuri de Nichita Stănescu
- "Întoarcere"
- "Cuvinte peste poarte din urmă"
- "Canciones de la soledad"

Muzica sa este editată de „ARTGallery” (Paris), Radio France (Paris), ReR Megacorp (Londra), MusicWorks (Toronto), Bananafish ( Los Angeles), Electrecord (București), Edition Modern (Londra - Paris).

## Volume  tipărite
- 1992  „Roumanie, terre du neuvieme ciel” un amplu interviu cu muzicologul Harry Halbreich.
- 2006 -a doua ediție, revizuită și completată
- 2007 „La Musique Spectrale au debut du XXIe Siècle” ( CREMAC)
- 2007 „12 Romanian Composers in SPECTRUM XXI Festival”
- 2007 „ Structure, Phenomenology and Ethnomusicology in Spectral Music” - Panel discussion with Tristan Murail, Iancu Dumitrescu, Joshua Finneberg, istanbul ITU.

## Contribuții muzicologice
„Ana Maria Avram and Iancu Dumitrescu” - Musicworks Nr 71, „Being  composer” - MusicWorks nr.76 ( 2000); „Ana-Maria Avram: an adventure in experimental music” interviu cu Costin Cazaban, Bananafish, Los Angeles nr. 15 ( 2001), Jean-Noël Von Der Weid:  „La Musique du XX Siècle” - Paris, Hachette, 2004, Guillaume Ollendorf „ Que La Lumière sonne: Chronique du festival Lux Aeterna Berlin” (Mouvement, 2011), Guillaume Ollendorff: „Ana-Maria Avram et Iancu Dumitrescu au choeur du chaos” (Mouvement, décembre 2012)